# Выбирайте выражения
«Выбирайте выражения» (англ. Mind Your Language) — британский комедийный телевизионный сериал (ситком), премьера которого состоялась на ITV в конце 1977 года. Он производился студией LWT и режиссёром Стюартом Алленом. Сериал снимали в колледже по образованию взрослых в Лондоне и он базировался на английском, как иностранном языке. Класс обучал Джереми Браун, сыгранный Барри Эвансом, который имел дело с группой иностранных студентов. Три сезона были выпущены LWT между 1977-79 годами, а потом сериал продолжили в 1986 году с шестью актерами из предыдущих сезонов.

## Помещения
Сюжет основан на обучении взрослых иностранных студентов английскому языку в Лондонском колледже. Занятия проходят ранним вечером, и студентов обучает мистер Браун, а если он не может провести занятия, то на его место ставят кого-нибудь другого. Класс состоит из иностранных студентов с различной степенью знания английского языка, большинство юмора в сериале основано на непонимании студентами английских слов или терминов, и в значительной мере зависит от стереотипа культуры страны происхождения.
Сезон 1 проходит в течение всего учебного года. В начале года мистер Браун был нанят заведующей мисс Кортни, а в конце года студенты сдают на Кэмбриджский Сертификат. Сезон 2 начинается в начале следующего учебного года, со всеми десятью предыдущими студентами, которые провалили экзамены, и в продолжении, к ним присоединяются два новых студента. Сезоны 1 и 2 в основном проходили в классе, но позже проходили и вне школы.

## Производство
Программа была отменена Майклом Грейдом, а потом заместителем инспектора развлечений LWT, которые считали наступление стереотипирования. Несмотря на это, сериал показывали в других странах, включая Пакистан, Австралию, Новую Зеландию, Шри-Ланку, Индию, Малайзию, Кению, Нигерию, Гану, и Сингапур. Он также был одним из первых Британских телевизионных программ, показанных в Южной Африке, после окончания бойкота со стороны Ассоциации профсоюза Британских актеров. Он был перезапущен кратко на экспорт независимым производителем в середине 1980-х годов. Хотя некоторые студии компании ITV не показали эпизоды сделанные в 1986 году, только в Гранаде были показаны последние 13 эпизодов подряд, как полный сезон.
Различные международные телевизионные шоу, основанные на предпосылке «Выбирайте выражения» следуют оригинальному сериалу, среди них:«Что за Страна!» (США),«Zabaan Sambhalke» (Индия),«Zaban Sambhal Kai» (Пакистан) и«Второй шанс!» (Нигерия).

## Место съемок
Большая часть записи сессий в течение первых трех сезонов состоялась во вторник вечером на Студии Два в Центре телевидения Южного Банка. В 1986 году сезон был снят в техническом колледже Юксбридж, в Миддлсекс.

## Детали
- Сезон 1 (13) 30 Декабря 1977-24 Марта 1978 · Пятница 19.00 (London Weekend Television)
- Сезон 2 (8) 7 Октября-25 Ноября 1978 · Суббота в основном 18.00 (London Weekend Television)
- Сезон 3 (8) 27 Октября-15 Декабря 1979 · Суббота в основном 18.45 (London Weekend Television)
- Сезон 4 (13) 4 Января-21 Апреля 1986 · Суббота 14.15 (Granada Television)

## DVD релизы
Сериал был выпущен в качестве бокс-сет на 2 регион DVD в 2003 году, и на 1 регион DVD в 2004 году. Однако, этот набор не включает в себя эпизод Убить Или Вылечить Сезона 1, эпизод Не Забудьте Водителя Сезона 2, эпизод Виновен Или Не Виновен? Сезона 3 и весь Сезон 4. Альтернативный бокс-сет был выпущен Сетью DVD в Ноябре 2007 и содержит все эпизоды с 1 по 3 сезонов. Оставшийся 4 сезон до сих пор не выпущен на DVD.

## Актеры и персонажи

### Персонал школы
- Англия Джереми Браун, сыгранный Барри Эвансом, учитель английского языка и координатор большинства серий. Он получил степень бакалавра искусств с отличием в Университете Оксфорда. Его наняли в серии как непостоянного работника, которого предупредили, что предыдущий учитель сошел с ума от студентов. Мистер Браун справился с этой задачей, и часто должен мириться со студентами, часто буквально творческой интерпретацией на английском языке. Он остался в детском доме на улице Джереми 30 лет назад и вырос без родителей, это возможная ссылка на собственное детство Эванса. Когда он услышал, что Сидни оставил своего ребенка в том же детском доме примерно в то же время, он подозревал, что Сидни был его отец. Позже он узнал, что ребенок оказался девочкой. Это опровергает, что ребенком мог быть Мистер Браун.
- Англия Мисс Долорес Кортни, сыгранная Зарой Натли, напыщенная и скупая директриса школы. Она думает плохо о господине Брауне и о его возможностях в качестве учителя. Она часто приходит без предупреждения в его класс, чтобы проверить прогресс студентов. Она феминистка и считает, что женщины во всем лучше, чем мужчины. Со временем она меняет отношение к Мистеру Брауну, а также к его ученикам.
- Англия Сидни, сыгранный Томми Годфри (Сезоны 1 — 3), также известный как Сид — сторож школы. Он появился последним из главных героев сезона 1. Он — лондонский кокни, и часто говорит в рифму. Он совершенно глух, что вызывает частые недоразумения. Он становится фигурой отца и друга мистера Брауна и студентов мужского пола в своем классе. Один эпизод даже кратко представляет возможность того, что Сидни — настоящий отец мистера Брауна.
- Англия Глэдис, сыгранная Ирис Сэдлер (Сезоны 1 — 3), это старушка, которая отвечает за чайную комнату в школе. В отличие от мисс Кортни, она приветливая и дружелюбная по отношению к Сидни, мистеру Брауну и студентам. Она принимает властные позиции мисс Кортни спокойно, и хорошо ладит со всеми. Тем не менее, большая часть комедии вокруг неё происходит от её склонности к сплетням: она рассказывает вещи до того, как предполагаемое лицо было официально уведомлено, и извращает информацию.

### Студенты

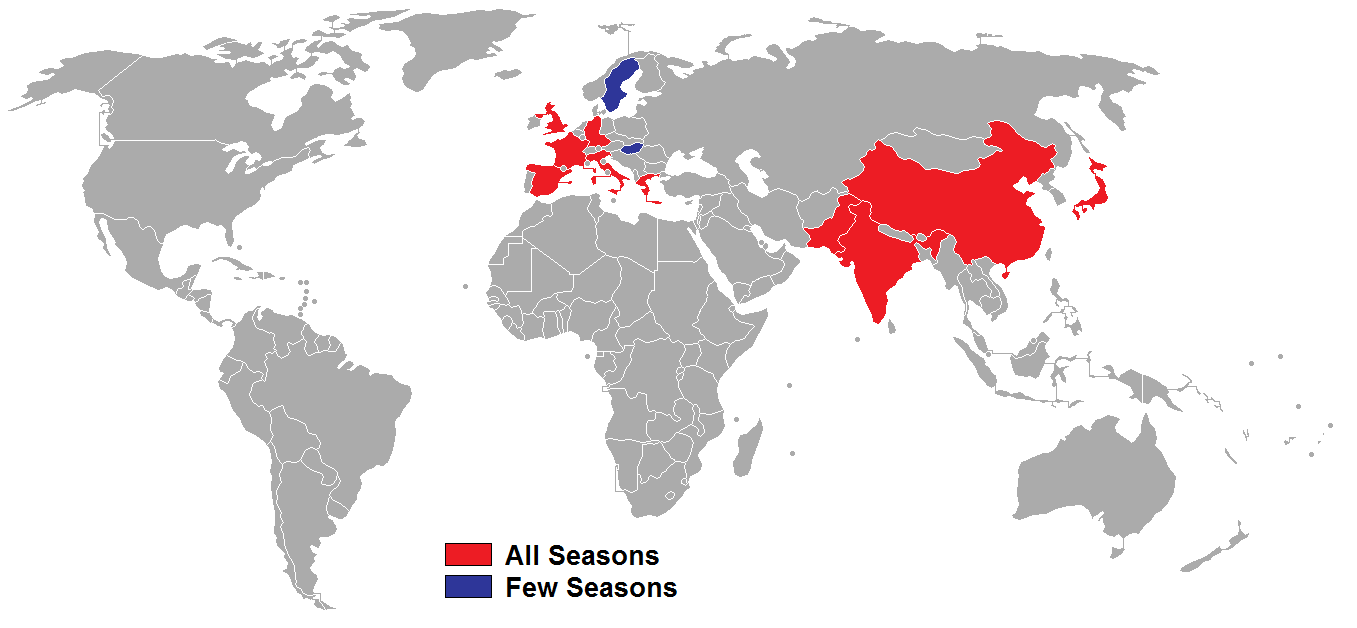
Страны, выходцы из которых представлены в сериале

- Италия Джованни Капелло, сыгранный Джорджем Камилье, итальянский шеф-повар, самый громкий студент класса. Он лучший друг Макса, который становится его соседом. Основная проблема английского Джованни — понимание метафор и длинных слов, хотя он часто отвечает неправильно с целью развлечь класс. Когда шокирован или удивлён, он часто восклицает «Санта Мария» или «Святые Равиоли», а также часто говорит «okey-kokey» вместо «okey-dokey» («хорошо», «договорились»). У него очень длинное имя: Джованни Винченцо Марко Дино Альберто Леонардо и т. д.
- Германия Анна Шмидт, сыгранная Джеки Хардинг, типичная немка 1970-х годов, работает помощницей по хозяйству. При первом знакомстве Анна упоминает о «немецкой работоспособности» и, соответственно, оказывается трудолюбивой студенткой. Она иногда задает обоснованные вопросы и, по мере развития событий, правильно отвечает на вопросы мистера Брауна. Её основной проблемой является смешивание звуков «ф» и «в». Она также часто вставляет в речь немецкие слова. Анна очень серьёзно относится к учёбе и её возмущает легкомысленность и шутки во время урока, поэтому от неё может достаться сокурсникам, которые пытаются с ней заигрывать — например, Максу.
- Китай Чунг Су-Ли, сыгранная Пик Сен Лим (Сезоны 1 — 3), секретарь китайского посольства. Её никогда не видели без её маленькой красной книги Мао Цзэдуна, которого она часто цитирует. Она постоянно путает звуки «р» и «л». В начале сериала постоянно спорит по идеологическим вопросам с Таро, её японским соучеником, но потом он часто встаёт на её защиту, когда кто-нибудь оскорбляет её или Китай.
- Япония Таро Нагадзуми, сыгранный Робертом Ли (Сезоны 1 — 3), представитель японской электронной фирмы. Он сносно владеет английским, но имеет привычку добавлять «-о» к концу каждого слова, всегда отвечает: 'Асо!' и уважительно кланяется, когда к нему обращаются. В начале сериала у него возникают разногласия с Су-Ли на политической почве, но затем они становятся близкими друзьями. Всегда носит с собой фотокамеру.
- Индия Джамила Ранджа, сыгранная Джамилой Мэсси (Сезоны 1 — 3), индийская домохозяйка из Шимлы. Когда она впервые приходит в класс, то с трудом говорит по-английски и нуждается в переводе Али на её язык урду, но в сезоне 3 становится одним из лучших носителей английского языка. Она часто называет господина Брауна «Мастерджи» и её основная фраза в начале сезона «Добрый вечер», которую она произносит не так как надо: «Тобрый фечер». В классе она занимается в основном вязанием. В эпизоде Виновен или нет? её представляют как христианку, когда она клянётся на Библии говорить правду, а с 11-го эпизода первого сезона она носит на шее крест. Но в эпизоде «Дело чести» она говорит, что настоящая религия — это буддизм.
- Греция Максимиллиан Андреа Архимедес Папандриус, сыгранный Кеворком Маликяном (Сезоны 1 — 3), греческий офисный работник доставки из Афин, и часто в паре с Джованни. Его привлекает Даниэль, но на протяжении сериала все трое становятся друзьями. Макс часто неправильно понимает метафоры и сложные слова. Он также имеет тяжёлый акцент, добавляет «н», почти к каждому слову, которое он произносит. Позже он делится своей квартирой с Джованни.
- Испания Хуан Сервантес, сыгранный Рикардо Монтецом, испанский бармен с оптимистичным характером. Хуан всегда посмеивается над собой, уверен в своих ответах, даже когда они совершенно неправильные. В начале сериала Хуан почти не говорит по-английски, (кроме эпизода 2, где он описывает мисс Кортни как «Очень удивительная, очень хорошая!») и всё время отвечает «Пор фавор» (пожалуйста), требует Джованни перевести некоторые ключевые термины для него. Его типичная фраза «так правильно!» а иногда, когда его исправляют, он говорит: «Извините, ошиблись номером». Английский Хуана улучшается по ходу действия, но он остаётся одним из худших учеников, часто говоря на смеси английского и испанского. Он заботится о мистере Брауне, которого считает почти членом своей семьи.
- Индия Ранжит Сингх, сыгранный Альбертом Моусесом, работник метро из индийского штата  Пенджаб и набожный сикх. Он ругался на Пакистан, когда мистер Браун попросил его сесть рядом с его «земляком» Али Надимом (в первом эпизоде). Он постоянно спорит с Али, который является пакистанцем-мусульманином. Он имеет хороший словарь, но также имеет тенденцию смешивать его общие знания, и когда его поправляют, всегда складывает руки и говорит «тысяча извинений». Имеет привычку угрожать своим кирпаном тому, кто его рассердит.
- Франция Даниэль Фавр, сыгранная Франсуазой Паскаль (Сезоны 1 — 3), влюбчивая французская няня и помощница по хозяйству которая мгновенно привлекает внимание всех людей, в том числе и мистера Брауна. Её внешностью часто увлекаются Джованни и Макс во время ответов, в то время как мистер Браун часто вступает в, казалось бы компрометирующие позиции с ней. Она, похоже, влюблена в него. Её раздражает, когда Ингрид Свенссон присоединяется к классу, и подстрекает её, соперничая за внимание мистера Брауна.
- Пакистан Али Надим, сыгранный Дино Шафиком (Сезоны 1 — 3), безработный пакистанец и первый появившийся студент. Он родом из Лахора, Пакистан, хотя он однажды заявил, что он вырос в Дели. Всегда носит пакистанскую каракулевую шапку, является самым громким из студентов и часто буквально искажает всё сказанное другими. Как у пакистанского мусульманина, у него словесное, а иногда и физическое соперничество с Ранжитом, который является индийским сикхом. К середине сезона 2, хотя они продолжают спорить, но соперничество Али с Ранжитом становится менее вредоносным, и они иногда могут работать вместе без жалоб. Типичными броскими фразами Али являются «Да, пожалуйста!», «Ой, чтоб мне провалиться!», «Выдавите меня, пожалуйста!» (которую он должен произносить «Простите меня, пожалуйста!») и «Чрезвычайно хорошо».
- Швеция Ингрид Свенсон, сыгранная Анной Бергман (Сезоны 2 и 4), шведская помощница по хозяйству, которая присоединяется к классу в начале второго сезона. Она привлекательна и хочет привлечь внимание мистера Брауна, что вызывает соперничество между нею и Даниэль. Её основной проблемой является порядок английских слов в предложении. У неё часто получаются путаные предложения, такие как «вы говорите мне вопрос ответ». Она меняет школу в конце сезона 2, но возвращается в независимо разработанный 4-й сезон.
- Венгрия Золтан Сабо, сыгранный Габором Верноном (Сезон 2) — венгерский студент, который появляется только во втором сезоне. Он знает английский лишь на самом начальном уровне и постоянно нуждается в разговорнике. Он быстро осваивает сленг, в основном с помощью Джованни и Хуана. В конце второго сезона возвращается в Венгрию. Его любимое слово «Bocsánat?», (произносится как «бочанот», по-венгерски — «извините», «простите меня»), которым он отвечает на всё, что ему говорят по-английски.
- В четвёртом сезоне мистер Браун и мисс Кортни остались в школе, как и Анна, Джованни, Ингрид, Хуан и Ранжит. Новыми студентами оказались:
- Греция Мария Папандриус, сыгранная Дженни Ли Райт
- Мишель Дюма сыгранная Мэри-Элис Грепн
- Фаррух Аззам сыгранный Радж Патель
- Фу Вонг Чанг сыгранный Винсентом Вонгом
- Рита сыгранная Сью Бонд
- Генша сыгранный Гарри Литтлвудом